# Тригонометријска једначина
Тригонометријска једначина је једначина код које се непозната јавља као аргумент тригонометријске функције.
Решити тригонометријску једначину значи одредити све вредности непознате за које је дата једначина задовољена.

## Једначинаsin x = a
Ова једначина има решења тада и само тада ако је -1 ≤ a ≤ +1 и онда постоји јединствени угао α у интервалу -½π ≤ α ≤ +½π чији је синус једнак а, па имамо једначину sin x = sin α која има два бесконачна скупа решења:
- xp = α + 2pπ
- xm = (π - α) + 2π, где су p, m = 0, ±1, ±2,...

Лако се уочава да се ове две формуле могу сјединити у једну
- xn = (-1)ⁿα + aπ, где је n = 0, ±1, ±2,...

Дакле, решења једначине могу се дати трећом формулом уместо прве две формуле.

## Једначинаcos x = a
Ова једначина има решења тада и само тада ако је -1 ≤ a ≤ +1 и онда постоји јединствен угао α у интервалу -½π ≤ α ≤ +½π чији је косинус једнак а, па имамо једначину cos x = cos α која има два скупа решења:
- xp = α + 2pπ
- xm = (π - α) + 2π, где су p, m = 0, ±1, ±2,...

Ове две формуле се могу сјединити у једну
- xn = ±α + 2nπ, где је n = 0, ±1, ±2,...

## Једначинаtan x = a
Ова једначина има решења за свако а, и постоји јединствен угао α у интервалу -½π ≤ α ≤ +½π чији је тангенс једнак броју а, па имамо једначину tan x = tan α која има један скуп решења:
- xn = α + 2nπ, где је n = 0, ±1, ±2,...

## Једначинаctg x = a
Ова једначина има решења за свако а, и постоји јединствен угао α ≠ 0 у интервалу -½π ≤ α ≤ +½π чији је котангенс једнак броју а, па имамо једначину ctg x = ctg α одакле имамо:
- xn = α + 2nπ, где је n = 0, ±1, ±2,...